# Roger Pratt
Pour les articles homonymes, voir Pratt.
Roger Pratt, né le 27 février 1947 à Leicester (Midlands de l'Est, Angleterre) et mort le 31 décembre 2024,, est un directeur de la photographie anglais, membre de la BSC.

## Biographie
Au cinéma, Roger Pratt débute comme deuxième assistant opérateur sur Bleak Moments de Mike Leigh, sorti en 1971. Aux côtés du réalisateur Terry Gilliam, il est technicien des effets visuels sur Monty Python : Sacré Graal ! (1975), puis premier assistant opérateur sur Jabberwocky (1977). Après sept courts métrages documentaires à partir 1976, sa première fiction comme chef opérateur est le court métrage Black Angel de Roger Christian, sorti en 1979 ; à ce poste, son dernier film à ce jour est Karaté Kid d'Harald Zwart, avec Jackie Chan, sorti en 2010.
Occasionnellement, il est également acteur, dans des petits rôles parfois non crédités (ex. : Jabberwocky pré-cité en 1977).
Comme directeur de la photographie, il assiste notamment Mike Leigh (ex. : High Hopes en 1988, avec Ruth Sheen), Tim Burton (Batman en 1989, avec Michael Keaton dans le rôle-titre), Richard Attenborough (ex. : Les Ombres du cœur en 1993, avec Anthony Hopkins et Debra Winger), Kenneth Branagh (Frankenstein en 1994, avec le réalisateur dans le rôle-titre et Robert De Niro), Terry Gilliam (ex. : L'Armée des douze singes en 1995, avec Bruce Willis et Madeleine Stowe), ou encore Neil Jordan (ex. : La Fin d'une liaison en 1999, avec Julianne Moore et Ralph Fiennes), entre autres. Il dirige aussi les prises de vues de deux films (sortis en 2002 et 2005) de la saga Harry Potter.
Pour la télévision, Roger Pratt contribue à quelques séries et téléfilms, à partir de 1984.
Il reçoit diverses distinctions au cours de sa carrière, dont deux nominations au British Academy Film Award de la meilleure photographie, et une autre à l'Oscar, dans la même catégorie (voir détails ci-dessous).

## Filmographie partielle
Comme directeur de la photographie, sauf mention contraire

### Au cinéma
- 1971 : Bleak Moments de Mike Leigh (deuxième assistant opérateur)
- 1975 : Monty Python : Sacré Graal ! (Monty Python and the Holy Grail) de Terry Gilliam et Terry Jones (technicien des effets visuels)
- 1977 : Jabberwocky de Terry Gilliam (premier assistant opérateur et acteur ; petit rôle non crédité)
- 1979 : Monty Python : La Vie de Brian (Monty Python's Life of Brian) de Terry Jones (technicien des effets visuels)
- 1979 : Black Angel de Roger Christian (court métrage)
- 1981 : The Dollar Bottom de Roger Christian (court métrage)
- 1982 : Rêves sanglants (The Sender) de Roger Christian
- 1983 : Monty Python : Le Sens de la vie (Monty Python's The Meaning of Life) de Terry Jones (segment The Crimson Permanent Assurance)
- 1985 : Brazil de Terry Gilliam
- 1986 : Mona Lisa de Neil Jordan
- 1987 : The Short & Curlies de Mike Leigh (court métrage)
- 1988 : Consuming Passions de Giles Foster
- 1988 : Paris by Night de David Hare
- 1988 : High Hopes de Mike Leigh
- 1989 : Les Aventures du baron de Münchhausen (The Adventures of Baron Munchausen) de Terry Gilliam (technicien des effets visuels)
- 1989 : Batman de Tim Burton
- 1991 : Le Roi Pêcheur (The Fisher King) de Terry Gilliam
- 1992 : Year of the Comet de Peter Yates
- 1993 : Les Ombres du cœur (Shadowlands) de Richard Attenborough
- 1993 : The Line, the Cross & the Curve de Kate Bush (court métrage musical)
- 1994 : Frankenstein de Kenneth Branagh
- 1995 : L'Armée des douze singes (12 Monkeys) de Terry Gilliam (+ acteur ; petit rôle non crédité)
- 1996 : Le Temps d'aimer ou Un temps pour l'amour (In Love and War) de Richard Attenborough
- 1998 : Chapeau melon et bottes de cuir (The Avengers) de Jeremiah S. Chechik
- 1999 : La Fin d'une liaison (The End of the Affair) de Neil Jordan
- 1999 : Grey Owl ou Grey Owl, celui qui rêvait d'être indien (Grey Owl) de Richard Attenborough
- 2000 : Not I de Neil Jordan (court métrage)
- 2001 : Le Chocolat (Chocolat) de Lasse Hallström
- 2001 : 102 Dalmatiens (102 Dalmatians) de Kevin Lima
- 2001 : Iris de Richard Eyre
- 2002 : Harry Potter et la Chambre des secrets (Harry Potter and the Chamber of Secrets) de Chris Columbus
- 2004 : Troie (Troy) de Wolfgang Petersen
- 2005 : Harry Potter et la Coupe de feu (Harry Potter and the Goblet of Fire) de Mike Newell
- 2007 : Closing the Ring de Richard Attenborough
- 2008 : Cœur d'encre (Inkheart) de Iain Softley
- 2009 : Le Portrait de Dorian Gray (Dorian Gray) d'Oliver Parker
- 2010 : Karaté Kid (The Karate Kid) d'Harald Zwart

### À la télévision
- 1984 : Meantime, téléfilm de Mike Leigh
- 1985 : Dutch Girls, téléfilm de Giles Foster
- 1987 : Scoop, téléfilm de Gavin Millar
- 1991 : Les Légendes grecques (The Storyteller : Greek Myths), série créée par Anthony Minghella, saison unique, épisode 1 Thésée et le Minotaure (Theseus & the Minotaur), épisode 2 Persée et la Gorgone (Perseus & the Gorgon), épisode 3 Orphée et Eurydice (Orpheus & Eurydice) et épisode 4 Dédale et Icare (Daedalus & Icarus) de Paul Weiland
- 1991 : Bernard and the Genie, téléfilm de Paul Weiland

## Distinctions (sélection)
- Nominations au British Academy Film Award de la meilleure photographie :
  - En 2000, pour La Fin d'une liaison ;
  - Et en 2001, pour Le Chocolat.
- Nomination à l'Oscar de la meilleure photographie :
  - En 2000, pour La Fin d'une liaison.